# Kadettgren
För andra betydelser, se Kadett (olika betydelser).
Kadettgren är ett begrepp som har använts för patrilinjär härstamning av en monarks eller patriarks yngre söner, kadetter (franska cadet, ”yngre son i adelsfamilj”; engelska cadet, ”yngre son”). På svenska är kadettgren en anglicism som sparsamt har börjat användas som direktöversättning av engelska cadet branch. På svenska används vid behov termerna sidolinje och yngre gren, men eftersom ingen svensk term lika smidig som cadet branch har funnits, har begreppet inte diskuterats lika ofta i svenska texter som i engelska.
I de härskande dynastierna och adelsfamiljerna i stora delar av Europa och Asien så har familjens huvudsakliga tillgångar (såsom riken, titlar, förläningar, egendomar eller inkomster) historiskt sett överförts från fadern till den förstfödde son i det som kallas primogenitur; yngre söner ärvde mindre till kommande generationer.